# L'Ogre
Pour les articles homonymes, voir Ogre (homonymie).
L'Ogre, surnom du Baintha Brakk, est un sommet pakistanais situé dans le Karakoram.

## Toponymie
Le Baintha Brakk a été surnommé Ogre par William Martin Conway alors qu'il effectuait la liaison Nagar-Askole par le col d'Hispar.

## Géographie
L'Ogre possède deux sommets distincts et surplombe le glacier de Biafo.

## Ascensions
- 1977 : première ascension par les Britanniques Doug Scott et Chris Bonington. Dans la descente, Scott se brisa les deux chevilles juste en dessous du sommet. Pris dans la tempête, sans nourriture et avec un début de pneumonie pour Bonington, ils mirent sept jours à rallier le camp de base
- 1983 : première ascension du pilier sud du Baintha Brakk I, par les Français Michel Fauquet et Vincent Fine en 10 jours. Ils stoppent dans la tempête sous le sommet rocheux après avoir rejoint l’itinéraire ouvert par Scott et Bonington vers 7 210 m. La voie est cotée 6c A3.
- 1983 : ascension du Baintha Brakk II (6 969 m) par une expédition coréenne.
- 1995 : première répétition du pilier sud par Jean Annequin et Pascal Chataing, en juillet. Les deux Français ont gravi le pilier, puis Jean Annequin a continué seul jusque sous la tour sommitale[1].
- 2001 : seconde ascension du Baintha Brakk I (2e répétition de la voie française du pilier S) par Thomas Huber, Urs Stöcker et Iwan Wolf, lesquels atteignent aussi le sommet secondaire Baintha Brakk III (6 800 m)